# Byron Ritchie
Byron Ritchie, född 24 april 1977 i Burnaby, British Columbia, Kanada, är en före detta kanadensisk professionell ishockeyspelare.
Ritchie draftades 1995 i sjunde rundan av Hartford Whalers, som nummer 165 totalt. Han överfördes till Carolina Hurricanes när Whalers flyttade 1997 och gjorde sin NHL-debut med Hurricanes den 21 december 1998 mot Buffalo Sabres. 
Den 16 januari 2002 ingick han i en bytesaffär med Florida Panthers där han tillsammans med Sandis Ozolinsh byttes ut mot Bret Hedican, Tomas Malec och Kevyn Adams. Den 4 juli 2004 skrev han som free agent på för Calgary Flames och den 2 juli 2007 skrev han på för Vancouver Canucks. 
Den 14 juni 2010 skrev Byron på ett ettårskontrakt för Modo Hockey. Därefter spelade han några säsonger i Schweiziska SC Bern, innan han år 2015 återvände till Modo Hockey.  
Han avslutade karriären 2017.

## Karriärstatistik
| 1993-94    | Lethbridge Hurricanes | WHL         | 44  | 4  | 11 | 15  | 44  | 6  | 0  | 0  | 0  | 14 |
| 1994-95    | Lethbridge Hurricanes | WHL         | 58  | 22 | 28 | 50  | 132 | -- | -- | -- | -- | -- |
| 1995-96    | Lethbridge Hurricanes | WHL         | 66  | 55 | 51 | 106 | 163 | 4  | 0  | 2  | 2  | 4  |
| 1995-96    | Springfield Falcons   | AHL         | 6   | 2  | 1  | 3   | 4   | 8  | 0  | 3  | 3  | 0  |
| 1996-97    | Lethbridge Hurricanes | WHL         | 63  | 50 | 76 | 126 | 115 | 18 | 16 | 12 | 28 | 28 |
| 1997-98    | New-Haven Beast       | AHL         | 65  | 13 | 18 | 31  | 97  | -- | -- | -- | -- | -- |
| 1998-99    | Carolina Hurricanes   | NHL         | 3   | 0  | 0  | 0   | 0   | -- | -- | -- | -- | -- |
| 1998-99    | New-Haven Beast       | AHL         | 66  | 24 | 33 | 57  | 139 | -- | -- | -- | -- | -- |
| 1999-00    | Cincinnati Cyclones   | IHL         | 34  | 8  | 13 | 21  | 81  | 10 | 1  | 6  | 7  | 32 |
| 1999-00    | Carolina Hurricanes   | NHL         | 26  | 0  | 2  | 2   | 17  | -- | -- | -- | -- | -- |
| 2000-01    | Cincinnati Cyclones   | IHL         | 77  | 31 | 35 | 66  | 166 | 5  | 3  | 2  | 5  | 10 |
| 2001-02    | Carolina Hurricanes   | NHL         | 4   | 0  | 0  | 0   | 2   | -- | -- | -- | -- | -- |
| 2001-02    | Lowell Lock Monsters  | AHL         | 43  | 25 | 30 | 55  | 38  | -- | -- | -- | -- | -- |
| 2001-02    | Florida Panthers      | NHL         | 31  | 5  | 6  | 11  | 34  | -- | -- | -- | -- | -- |
| 2002-03    | San Antonio Rampage   | AHL         | 26  | 3  | 14 | 17  | 68  | 3  | 1  | 0  | 1  | 0  |
| 2002-03    | Florida Panthers      | NHL         | 30  | 0  | 3  | 3   | 19  | -- | -- | -- | -- | -- |
| 2003-04    | Florida Panthers      | NHL         | 50  | 5  | 6  | 11  | 84  | -- | -- | -- | -- | -- |
| 2004-05    | Rögle BK              | Allsvenskan | 30  | 17 | 16 | 33  | 111 | -- | -- | -- | -- | -- |
| 2005-06    | Calgary Flames        | NHL         | 45  | 4  | 2  | 6   | 69  | 7  | 0  | 0  | 0  | 0  |
| 2006-07    | Calgary Flames        | NHL         | 64  | 8  | 6  | 14  | 68  | 1  | 0  | 0  | 0  | 10 |
| 2007-08    | Vancouver Canucks     | NHL         | 71  | 3  | 8  | 11  | 80  | -- | -- | -- | -- | -- |
| 2008-09    | Genève-Servette HC    | NLA         | 45  | 22 | 38 | 60  | 62  | 3  | 0  | 0  | 0  | 14 |
| 2009-10    | HK Dinamo Minsk       | KHL         | 12  | 3  | 2  | 5   | 8   | -- | -- | -- | -- | -- |
| 2010-11    | Modo Hockey           | Elitserien  | 53  | 23 | 21 | 44  | 72  | 10 | 2  | 5  | 7  | 8  |
| 2011-12    | SC Bern               | NLA         | 47  | 22 | 21 | 43  | 50  | 17 | 2  | 12 | 14 | 18 |
| 2012-13    | SC Bern               | NLA         | 46  | 19 | 30 | 49  | 36  | 20 | 7  | 15 | 22 | 20 |
| 2013-14    | SC Bern               | NLA         | 43  | 11 | 16 | 27  | 84  | -- | -- | -- | -- | -- |
| 2014-15    | SC Bern               | NLA         | 50  | 14 | 29 | 43  | 38  | 11 | 1  | 1  | 2  | 6  |
| NHL totalt | NHL totalt            | NHL totalt  | 324 | 25 | 33 | 58  | 373 | 8  | 0  | 0  | 0  | 10 |